# Carlo Lasinio
Pour les articles homonymes, voir Lasinio.
Carlo Lasinio, né le 10 février 1759 à Trévise et mort le 29 mars 1838 à Pise, est un graveur et muséologue italien.

## Biographie
Il est né à Trévise, mais a surtout été actif à Florence. Lasinio a commencé comme peintre à l'Académie des beaux-arts de Venise. Il a rapidement mis l'accent sur la gravure[pas clair], en particulier après avoir déménagé à Florence en 1778. Il a établi sa réputation[pas clair] avec deux grandes séries de gravures en 1787 et 1789. Il enseigne la gravure à l'Académie de Florence, et y est nommé professeur en 1800.
En 1807, il devient à Pise conservatore du Camposanto, dont il s'efforce de protéger les fresques des effets destructeurs des guerres napoléoniennes. En 1812, il commence le recueil de ses reproductions de ces fresques, Pitture a fresco del Campo Santo di Pisa. Ces grandes eaux-fortes ont été composées dans un « style de contours » bien défini, qui était populaire au début du XIXe siècle, en réaction aux doux effets de tonalité des graveurs à pointillés du XVIIIe siècle comme Francesco Bartolozzi[réf. nécessaire]. Ces œuvres ont eu une grande influence sur l'art européen du XIXe siècle. Selon William Holman Hunt, c'est le livre de Lasinio qui a convaincu les  préraphaélites de rejeter l'art de la Haute Renaissance en faveur des œuvres antérieures. Les gravures de Lasinio ont également constitué un important registre des fresques, qui allaient être gravement endommagées par les bombardements de la Seconde Guerre mondiale.
Parmi les autres œuvres représentant les maîtres anciens, citons ses quarante plaques de Fresques et de Peintures à l'Huile à Florence (1789), de grandes gravures qui délimitaient les plus célèbres fresques de la Renaissance à Florence[pas clair]; et trente-deux plaques de Fresques des XIVe et XVe siècles.
Parmi ses autres activités, Lasinio fonda l'Académie à Pise, où il mourut. Outre ses nombreuses séries de gravures de reproduction, il crée des œuvres originales, dont ses portraits de Christophe Colomb et Amerigo Vespucci.
Son fils, Giovanni Paolo Lasinio, est également graveur.

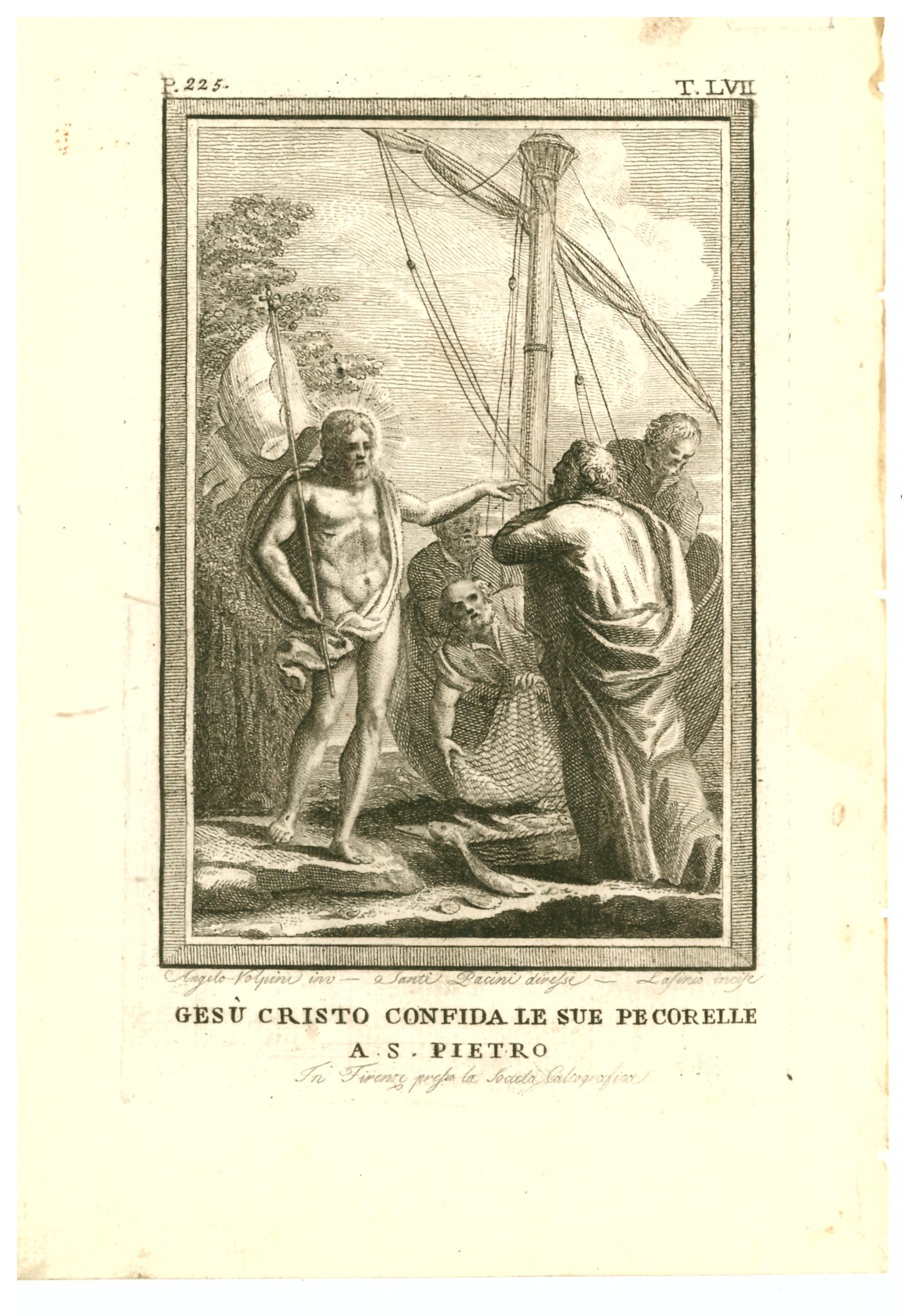
Gesù Cristo confida le sue pecorelle a San Pietro (1797)
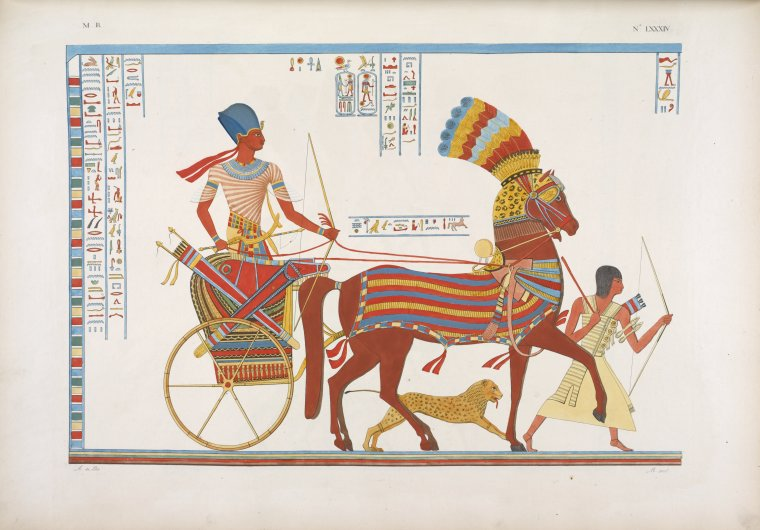
Char égyptien